# Tumeltsham
Tumeltsham osztrák község Felső-Ausztria Riedi járásában. 2022 januárjában 1575 lakosa volt.

## Elhelyezkedése

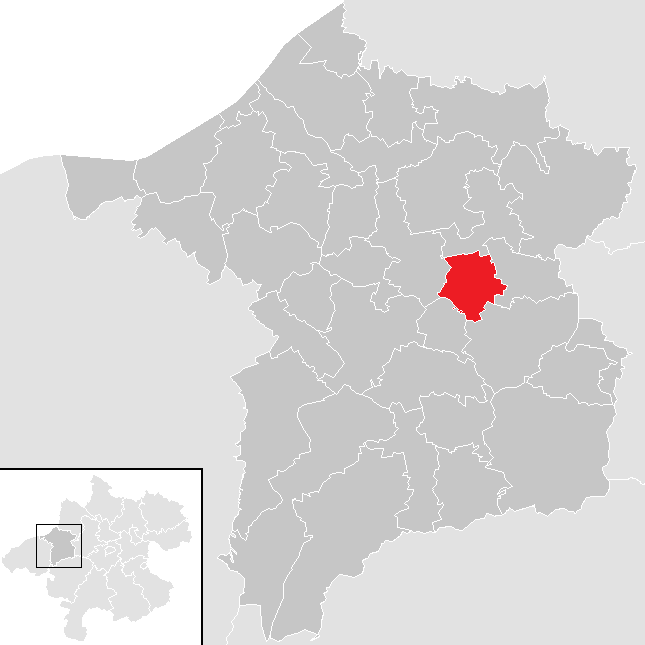
Tumeltsham a Ried im Innkreis-i járásban

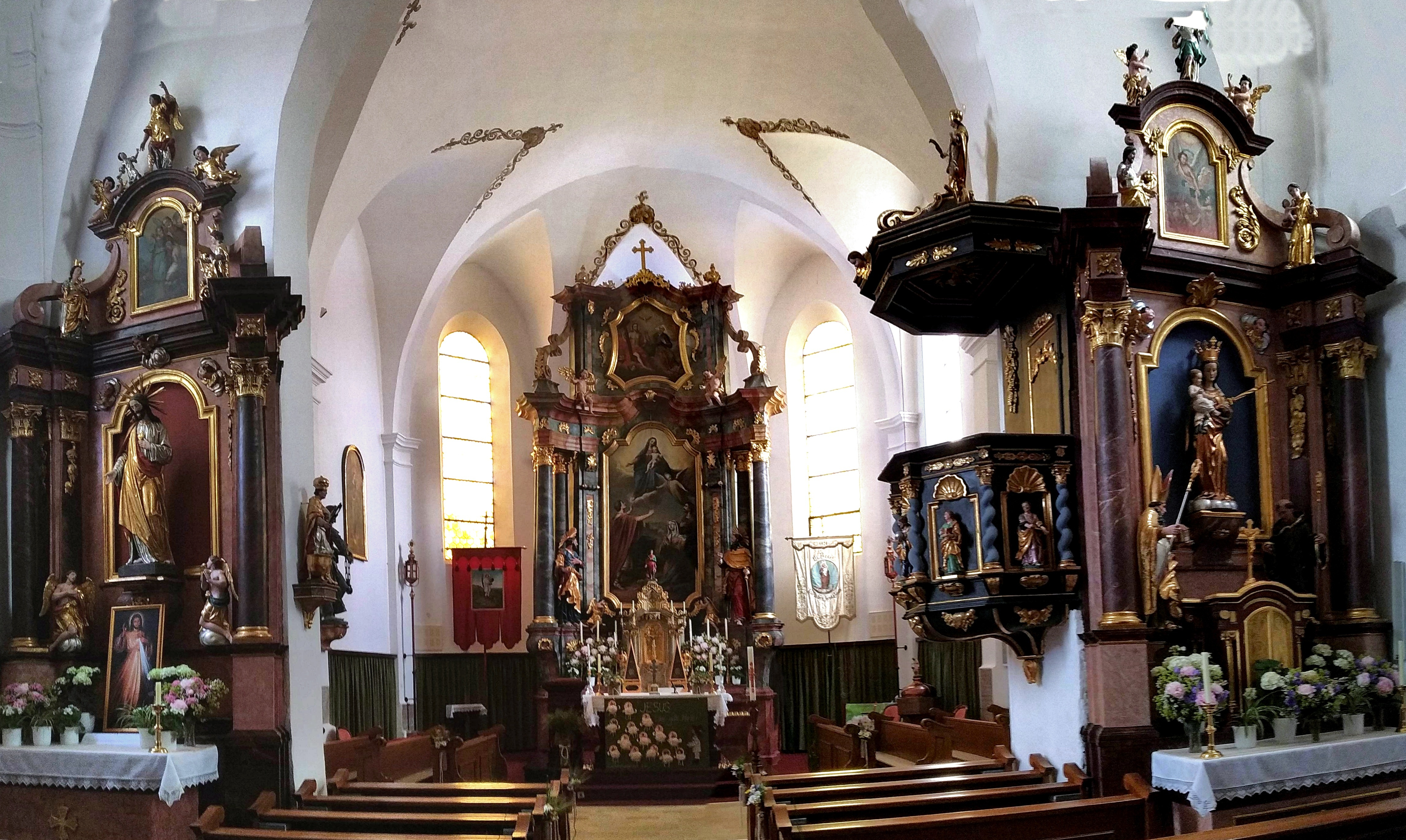
A templom belső tere

Tumeltsham a tartomány Innviertel régiójában fekszik, az Innvierteli-dombságon, az Antiesen folyó mentén. Területének 9,8%-a erdő, 69,9% áll mezőgazdasági művelés alatt. Az önkormányzat 18 települést és településrészt egyesít: Aigen (158 lakos 2022-ben), Am Stadion (44), Eschlried (52), Fuchsleiten (5), Hannesgrub Nord (7), Hannesgrub Süd (2), Holnberg (36), Holzhäuseln (54), Lehen (21), Moosedt (30), Ottenbach (106), Pesenreith (37), Rabenberg (41), Schnalla (53), Schönfeld (77), Stöcklgras (38), Tumeltsham (758) és Walchshausen (56).
A környező önkormányzatok: északra Andrichsfurt, keletre Peterskirchen, délkeletre Hohenzell, délnyugatra Ried im Innkreis, nyugatra Aurolzmünster.

## Története
Tumeltshamot 1122-ben említik először. Birtokosa a Tumuoltesheim nemzetség volt, a formbachi grófság vazallusa. A régió 1779-ig Bajorországhoz tartozott; ekkor a bajor örökösödési háborút lezáró tescheni béke Ausztriának ítélte az Innviertelt. A napóleoni háborúk alatt a falu rövid időre visszatért a francia bábállam Bajországhoz, de 1816 után végleg Ausztriáé lett. 1814-ben önálló egyházközséget kapott, 1827-ben ismét Ried alá rendeltek, majd 1876-ban vált végleg önálló az egyház szervezetében. Községi örkormányzatához 1891-ben csatolták hozzá Eschlried falut.
Az 1938-as Anschluss után a települést a Harmadik Birodalom Oberdonaui gaujába sorolták be. A háborút követően Tumeltsham visszatért Felső-Ausztriához.

## Lakosság
A tumeltshami önkormányzat területén 2021 januárjában 1575 fő élt. A lakosságszám 1961 óta gyarapodó tendenciát mutat. 2019-ben az ittlakók 92,3%-a volt osztrák állampolgár; a külföldiek közül 1,8% a régi (2004 előtti), 1,8% az új EU-tagállamokból érkezett. 3,3% az egykori Jugoszlávia (Szlovénia és Horvátország nélkül) vagy Törökország, 0,8% egyéb országok polgára volt. 2001-ben a lakosok 92,6%-a római katolikusnak, 1% evangélikusnak, 2,1% mohamedánnak, 3,1% pedig felekezeten kívülinek vallotta magát. Ugyanekkor a legnagyobb nemzetiségi csoportot a németek (97%) mellett a törökök alkották 0,7%-kal.
A népesség változása:

| 2016 | 1 548 |
| 2018 | 1 590 |

## Látnivalók
- a Szt. Vitus-plébániatemplom

## Fordítás
- Ez a szócikk részben vagy egészben  a   Tumeltsham című német Wikipédia-szócikk ezen változatának fordításán alapul.  Az eredeti cikk szerkesztőit annak laptörténete sorolja fel. Ez a jelzés csupán a megfogalmazás eredetét és a szerzői jogokat jelzi, nem szolgál a cikkben szereplő információk forrásmegjelöléseként.